# Nelson Ne'e
Nelson Ne'e (né le 2 février 1954 à Ambu et mort vers le 13 mars 2013) est un homme politique salomonais.

## Biographie
Il naît dans ce qui est aujourd'hui la province de Malaita, dans ce qui était alors la colonie britannique des îles Salomon. Après des études à l'Institut d'Administration à Sydney et à l'Institut national d'Administration publique en Malaisie, il travaille dans l'administration du service d'électricité des Salomon (Solomon Islands Electricity Authority), devenant à terme son vice-directeur général, avant d'entrer en politique,. Lors des élections législatives d'avril 2006, il est élu député de la capitale, Honiara, faisant son entrée au Parlement. Il y siège sans étiquette.
À la suite des émeutes à Honiara qui contraignent le nouveau Premier ministre Snyder Rini à la démission, il est arrêté par la police salomonaise, appuyée par la police australienne dans le cadre de la Mission d'assistance régionale aux îles Salomon (RAMSI), à travers laquelle l'Australie et d'autres États océaniens fournissent les services essentiels du pays à la suite des violences inter-ethniques de 1999 à 2003. Il est accusé d'avoir fomenté les émeutes avec le député Charles Dausabea (en). Il est également inculpé pour avoir menacé cinq députés de les égorger s'ils ne quittent pas la majorité parlementaire,. 
Malgré cela, le 7 mai 2006, le nouveau premier ministre Manasseh Sogavare le nomme ministre du Tourisme et de la Culture. (Charles Dausabea, lui, se voit confier le ministère de la Police.) Nelson Ne'e demeure en prison tout au long de son mandat de ministre, et Manasseh Sogavare est contraint de le limoger le 12 juin en raison des protestations « de dirigeants religieux et communautaires, ainsi que des donateurs d'aide internationale ». Il est relâché après plusieurs mois d'incarcération, pour raisons médicales, et les accusations à son encontre sont finalement retirées, faute de preuves concluantes. Une fuite à la presse issue du gouvernement affirme toutefois que Manasseh Sogavare a exercé des pressions pour que ces accusations soient levées,,,,,,. Quelques mois plus tard, la justice révèle un complot qui visait à assassiner Allan Kemakeza, Snyder Rini, le ministre des Finances Peter Boyers et le ministre des Affaires étrangères Laurie Chan durant les émeutes ; Nelson Ne'e et Charles Dausabea sont soupçonnés d'avoir participé à ce complot.
Le 5 décembre 2007, Manasseh Sogavare le nomme ministre de l'Intérieur. Il n'occupe cette fonction que quelques jours ; le gouvernement Sogavare est destitué par une motion de défiance parlementaire le 20 décembre.
Ne'e n'est député que le temps d'une législature, ne conservant pas son siège lors des élections législatives d'août 2010.
Il meurt vers le 13 mars 2013, à l'âge de 59 ans, après une « longue maladie ».